# Adolf Sternheim
Adolf Sternheim (* 14. September 1871 in Aplerbeck bei Dortmund; † 19. April 1950 in Ilten) war ein deutscher Verfolgter des Nationalsozialismus und Philanthrop bereits vor dem Nationalsozialismus und in der Nachkriegszeit.

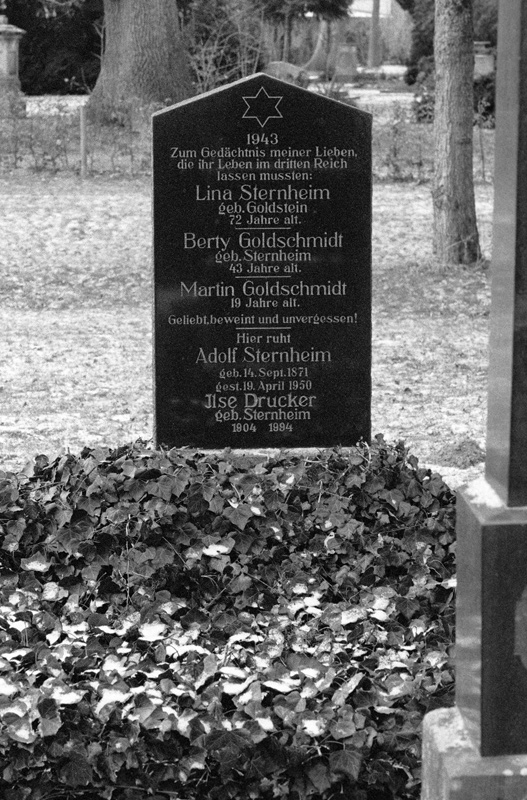
Grab des Adolf Sternheim und seiner Tochter Ilse auf dem Lemgoer jüdischen Friedhof

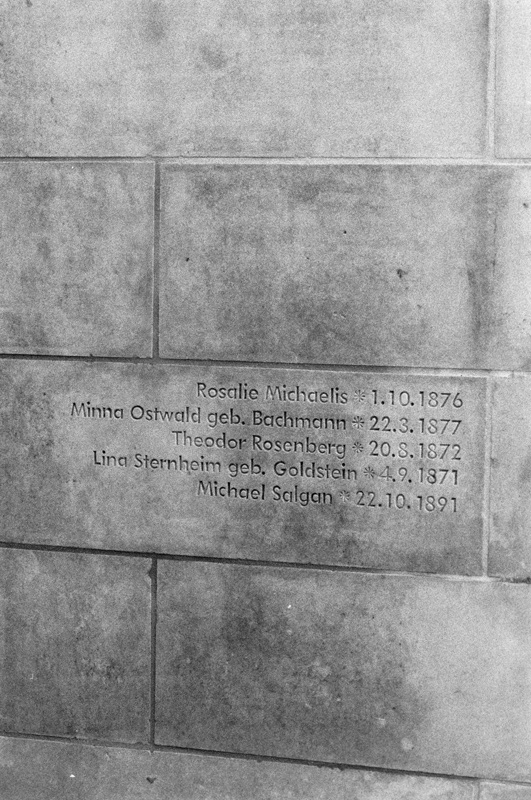
Namensnennung der 1943 in Theresienstadt umgekommenen Lina Sternheim, Frau des Adolf Sternheim, am Lemgoer Synagogen-Denkmal

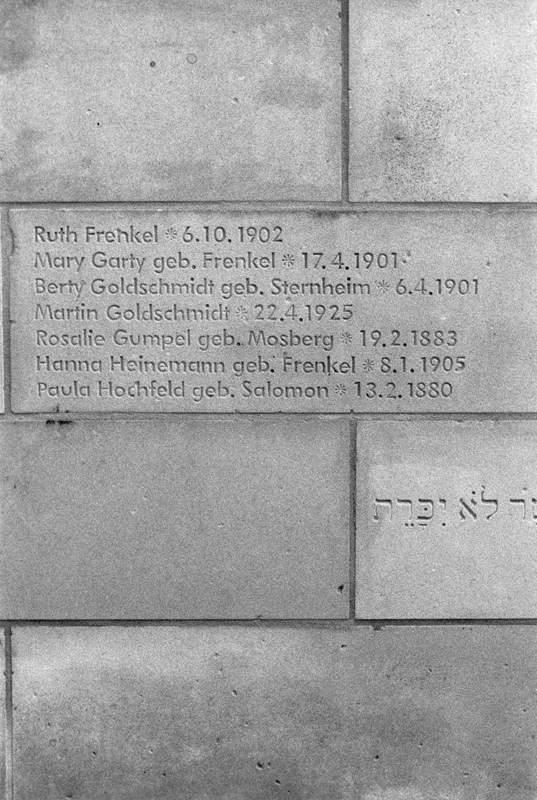
Namensnennung von Berty und Martin Goldschmidt am Lemgoer Synagogen-Denkmal. Berty Goldschmidt ist die Tochter Sternheims und starb 1943 in Theresienstadt. Martin Goldschmidt ist Sternheims Enkel. Er wurde 1944 in Auschwitz getötet.

## Leben und Werk
Adolf Sternheim heiratete Lina Goldstein, mit der er die zwei Töchter Berty und Ilse bekam, und kam im Jahr 1910 nach Lemgo. Er wurde Mitinhaber der Getreide- und Futterhandlung Sternheim und Archenhold.
Er engagierte sich in der Synagogengemeinde Lemgo, in der er im Jahr 1911 Mitglied, ab 1923 zweiter Vorsitzender und ab 1924/25 bis 1929 und ab 1933 Vorsitzender war. Er war ein Vertreter des liberalen Judentums. Er forderte auf dem Israelitischen Gemeindetag 1932 eine zurückhaltendere Nutzung des Hebräischen bei Beerdigungen. Es folgte eine hitzige Diskussion mit den Traditionalisten, worauf er vom Amt des stellvertretenden Vorsitzenden des Gemeindetages zurücktrat.
Als Gründungsmitglied war er in den Jahren 1911 bis 1933 Vorsitzender der Freiwilligen Krieger- und Sanitätskolonne des Roten Kreuzes Lemgo. Nach der Machtergreifung der Nationalsozialisten im Herbst 1933 musste er sein Geschäft aufgeben. Zunächst vermietete er es. Über das Jahr der Aufgabe seines Geschäftes gibt es verschiedene Angaben: 1935 in einer Bestätigung des Lemgoer Stadtdirektors von 1947 bzw. 1936 in. Da er als Kaufmann einigen Reichtum erarbeitet hatte und ein Haus besaß, wurde sein Haus in der Paulinenstraße 5 ein "Judenhaus". Dort wohnten ab 1933 neben seiner eigenen Familie  die Juden Luise Backer, geb. Weinberg, Isaak Katz, Johanna Katz, geb. Pins, Mathilde Lenzberg, geb. Hagemann, Rosa Michaelis und Minna Ostwald, geb. Bachmann.  Am 28. Juli 1942 wurde er zusammen mit seiner Frau und weiteren 20 jüdischen Bürgern und Bürgerinnen Lemgos nach Theresienstadt (über Bielefeld) deportiert; dort kamen seine Frau, die ältere Tochter Berty Goldschmidt und sein Enkelkind Martin Goldschmidt um. Am 21. Juni 1945 kehrte Sternheim in sein ehemaliges Wohnhaus in Lemgo, Paulinenstr. 5 zurück.
Trotz vieler weiter bestehender Vorurteile und Widerstände gegenüber Juden im Land Lippe begann Adolf Sternheim bald nach seiner Rückkehr nach Lemgo sich politisch und sozial zu engagieren. Adolf Sternheim wurde Vorsitzender der Jüdischen Kultusvereinigung des Landes Lippe. Er erstellte 1948 eine Liste der umgekommenen lippischen jüdischen Mitbürger, protestierte 1946 bei der Lippischen Landesregierung gegen die Verteilung jüdischer Flüchtlinge auf die Dörfer, unterstützte aus Gefangenschaft oder KZ Zurückkehrende politisch und sozial, unterstützte dabei auch Karla Raveh, die ebenfalls nach Lemgo zurückgekehrt war und setzte sich 1947 auch beim Vorstand des Landesverbandes der Jüdischen Gemeinden von Westfalen-Lippe für die Anerkennung von Gemeindemitgliedern als Juden ein. Im Oktober 1948 wurde eine Gedenkfeier für die NS-Opfer unter den lippischen Juden im Lemgoer Engelbert-Kaempfer-Gymnasium abgehalten.
Sternheim war Mitbegründer der FDP im Kreis Lemgo, gehörte auch dem VVN an und organisierte mit anderen eine der ersten Gedenkveranstaltungen an die Opfer des Holocaust in Deutschland. 1947 war er an der Neugründung der Ortsgruppe des Roten Kreuzes beteiligt. Am 19. April 1950 starb er in Ilten bei Hannover. Er ist in Lemgo auf dem Neuen jüdischen Friedhof an der Konsul-Wolff-Straße  beerdigt.

## Würdigung
In Lemgo sind zwei Preise nach Sternheim benannt, die im jährlichen Wechsel verliehen werden. Die Stadt Lemgo würdigt mit der Adolf-Sternheim-Ehrennadel verdiente Persönlichkeiten der Stadt. Diese wurde beispielsweise 1998 von Ignatz Bubis an die Eheleute Ellinger für die ehrenamtliche Betreuung des Junkerhauses verliehen. Die im Jahr 2010 erstmals von der Sparkasse Lemgo gestiftete Adolf-Sternheim-Auszeichnung wird Vereinen, Gruppen und Organisationen verliehen, deren Projekte in unmittelbarer Verbindung zu ehrenamtlichem Engagement für Lemgo stehen müssen.